# Escaramusses entre el Kirguizstan i el Tadjikistan de 2021
Les escaramusses entre el Kirguizstan i el Tadjikistan de 2021 són una sèrie d'escaramusses a la frontera entre tots dos països que van començar el 28 d'abril de 2021 a causa d'una disputa per l'aigua en un poble fronterer.

## Fets
El 28 d'abril, les forces de seguretat del Tadjikistan i el Kirguizstan a la frontera entre tots dos països, prop de Kök-Tash (Leilek), van iniciar els enfrontaments, amb el resultat de quatre morts i desenes de ferits. L'endemà es van reprendre els enfrontaments, amb incidents reportats en el poblet kirguís de Kok-Terek i en alguns altres poblets del districte de Leilek, i amb un saldo d'almenys 41 morts de tots dos bàndols i entre 10.000 i 30.000 persones evacuades, segons les fonts. Aquest mateix dia, els ministres d'Afers exteriors del Tadjikistan i el Kirguizstan van acordar un alto el foc a la frontera. El 30 d'abril, el Tadjikistan va reconèixer l'alto el foc en una declaració publicada pel seu servei d'informació estatal. No obstant això, l'alto el foc va ser trencat en dues ocasions pels tadjiks durant el conflicte, inclosa la nit del 29 d'abril.
L'1 de maig, el president del Kirguizstan, Sadyr Japárov, va signar un decret pel qual es declarava un dol nacional de dos dies, acusant al Tadjikistan d'acumular tropes i equipaments militars a la frontera. La part kirguís també va acusar les forces tadjiks d'obrir foc contra els vehicles kirguisos en la zona, mentre que un portaveu tadjik que parlava des de Duixanbe va dir que el país s'atenia a l'alto el foc i a la retirada de les tropes. Musurmanbek Tursumatov, representant de l'administrador regional de la regió de Batkén, va declarar que les forces tadjiks havien bloquejat la carretera Oix-Batkén-Isfana a Vorukh malgrat l'entrada en vigor de l'alto el foc. Aquest mateix dia, tots dos països van acordar un nou alto el foc després de nous enfrontaments fronterers menors, que inclou la retirada de les tropes de la frontera.

## Reaccions internacionals
- Rússia - El Ministeri d'Afers exteriors va declarar la necessitat que els governs del Kirguizstan i del Tadjikistan arribéssin a un acord durador per a evitar nous enfrontaments fronterers. Va fer una crida a les parts perquè «aconseguissin, a través de negociacions en l'esperit de l'associació i la política de bon veïnatge, un acord sostenible i durador que normalitzés la situació i prengués mesures per a prevenir aquest tipus d'incidents».[14] Després dels incidents posteriors a l'acord, el ministre d'Afers exteriors, Serguei Lavrov, va parlar per telèfon amb els seus homòlegs de tots dos països, instant-los a respectar l'acord d'alto el foc.[15]
- Uzbekistan- Es va oferir a col·laborar en la mediació del conflicte.[16] El líder uzbek, Shavkat Mirziyoyev, va trucar per separat amb els seus homòlegs de tots dos països amb la finalitat d'alleujar el conflicte.[17]